# Rally Cataluña de 2007
El Rally Cataluña de 2007, oficialmente 43è Rally RACC Catalunya – Costa Daurada (Rallye de España), fue la edición 43.ª y la decimosegunda ronda de la temporada 2007 del Campeonato Mundial de Rally. Se disputó del 5 al 7 de octubre en la provincia de Tarragona, con un total de dieciocho tramos de asfalto sumando un total de 352,87 km cronometrados.
El ganador fue Sébastien Loeb a bordo de un Citroën C4 WRC logrando su tercera victoria consecutiva en Cataluña. Segundo fue su compañero de equipo Dani Sordo que finalizó a sólo trece segundos y tercero el finlandés Marcus Grönholm con un Ford Focus WRC, resultado que le valía para conservar el liderato del mundial y mantener una ventaja de seis puntos sobre Loeb. 
En el campeonato junior vencía el sueco Per-Gunnar Andersson, su tercera victoria del año y que a posteriori sería campeón del certamen. Segundo fue Martin Prokop y tercero Urmo Aava.

## Itinerario y ganadores
| Día       | Tramo | Tiempo | Nombre                | Distancia | Ganador                        | Tiempo  | Vel. media | Líder rally     |
| --------- | ----- | ------ | --------------------- | --------- | ------------------------------ | ------- | ---------- | --------------- |
| 1 (oct 5) | SS1   | 08:21  | Querol 1              | 25.43 km  | Marcus Grönholm                | 13:57.1 | 109.4 km/h | Marcus Grönholm |
| 1 (oct 5) | SS2   | 09:09  | El Montmell 1         | 24.14 km  | Sébastien Loeb                 | 12:56.4 | 111.9 km/h | Sébastien Loeb  |
| 1 (oct 5) | SS3   | 12:46  | Querol 2              | 25.43 km  | François Duval                 | 13:48.5 | 110.5 km/h | Sébastien Loeb  |
| 1 (oct 5) | SS4   | 13:34  | El Montmell 2         | 24.14 km  | Daniel Sordo                   | 12:31.4 | 115.7 km/h | Daniel Sordo    |
| 1 (oct 5) | SS5   | 16:48  | El Lloar - La Figuera | 22.43 km  | Mikko Hirvonen                 | 12:27.7 | 108.0 km/h | Daniel Sordo    |
| 1 (oct 5) | SS6   | 18:00  | Pratdip               | 26.48 km  | Sébastien Loeb                 | 16:16.7 | 97.6 km/h  | Sébastien Loeb  |
| 2 (oct 6) | SS7   | 08:43  | Villaplana 1          | 13.29 km  | Marcus Grönholm                | 7:54.4  | 100.9 km/h | Sébastien Loeb  |
| 2 (oct 6) | SS8   | 09:37  | Coll del Grau 1       | 26.33 km  | Sébastien Loeb                 | 13:59.5 | 112.9 km/h | Sébastien Loeb  |
| 2 (oct 6) | SS9   | 10:16  | Margalef - La Palma 1 | 15.85 km  | Marcus Grönholm                | 9:45.8  | 97.4 km/h  | Sébastien Loeb  |
| 2 (oct 6) | SS10  | 11:21  | La Serra d'Almos 1    | 4.11 km   | Daniel Sordo                   | 2:38.3  | 93.5 km/h  | Sébastien Loeb  |
| 2 (oct 6) | SS11  | 13:22  | Villaplana 2          | 13.29 km  | Marcus Grönholm                | 7:44.1  | 103.1 km/h | Sébastien Loeb  |
| 2 (oct 6) | SS12  | 14:16  | Coll del Grau 2       | 26.33 km  | Daniel Sordo                   | 13:59.0 | 113.0 km/h | Sébastien Loeb  |
| 2 (oct 6) | SS13  | 14:55  | Margalef - La Palma 2 | 15.85 km  | Sébastien Loeb                 | 9:38.8  | 98.6 km/h  | Sébastien Loeb  |
| 2 (oct 6) | SS14  | 16:00  | La Serra d'Almos 2    | 4.11 km   | Marcus Grönholm                | 2:37.7  | 93.8 km/h  | Sébastien Loeb  |
| 3 (oct 7) | SS15  | 08:15  | Riudecanyes 1         | 16.32 km  | Marcus Grönholm Sébastien Loeb | 10:19.2 | 94.9 km/h  | Sébastien Loeb  |
| 3 (oct 7) | SS16  | 09:16  | Colldejou 1           | 26.51 km  | Daniel Sordo                   | 15:38.7 | 101.7 km/h | Sébastien Loeb  |
| 3 (oct 7) | SS17  | 11:59  | Riudecanyes 2         | 16.32 km  | Marcus Grönholm                | 10:15.1 | 95.5 km/h  | Sébastien Loeb  |
| 3 (oct 7) | SS18  | 13:00  | Colldejou 2           | 26.51 km  | Marcus Grönholm                | 15:39.9 | 101.5 km/h | Sébastien Loeb  |

## Clasificación final

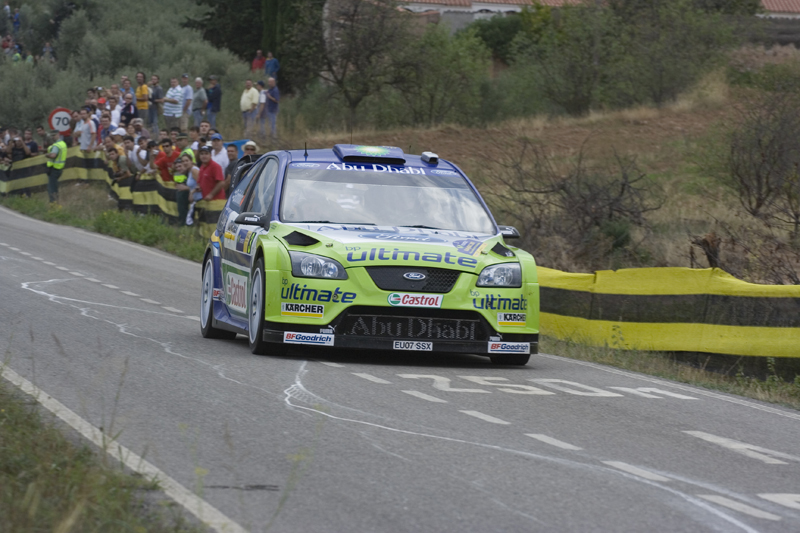
Marcus Grönholm finalizó en tercera posición con el Ford Focus WRC.

| Pos.     | Piloto               | Copiloto             | Automóvil            | Tiempo    | Diferencia | Puntos |
| WRC      | WRC                  | WRC                  | WRC                  | WRC       | WRC        | WRC    |
| -------- | -------------------- | -------------------- | -------------------- | --------- | ---------- | ------ |
| 1.       | Sébastien Loeb       | Daniel Elena         | Citroën C4 WRC       | 3:22:50.5 | 0.0        | 10     |
| 2.       | Daniel Sordo         | Marc Marti           | Citroën C4 WRC       | 3:23:04.3 | +13.8      | 8      |
| 3.       | Marcus Grönholm      | Timo Rautiainen      | Ford Focus RS WRC 07 | 3:28:46.6 | +39.8      | 6      |
| 4.       | Mikko Hirvonen       | Jarmo Lehtinen       | Ford Focus RS WRC 07 | 3:23:30.3 | +1:25.8    | 5      |
| 5.       | François Duval       | Patrick Pivato       | Citroën Xsara WRC    | 3:24:16.3 | +2:28.7    | 4      |
| 6.       | Petter Solberg       | Phil Mills           | Subaru Impreza WRC07 | 3:25:19.2 | +2:54.1    | 3      |
| 7.       | Jari-Matti Latvala   | Ole Kristian Unnerud | Ford Focus RS WRC 06 | 3:25:44.6 | +3:38.2    | 2      |
| 8.       | Chris Atkinson       | Stéphane Prévot      | Subaru Impreza WRC07 | 3:26:28.7 | +4:22.4    | 1      |
| JWRC     |                      |                      |                      |           |            |        |
| 1. (15.) | Per-Gunnar Andersson | Jonas Andersson      | Suzuki Swift S1600   | 3:44:24.5 | 0.0        | 10     |
| 2. (17.) | Martin Prokop        | Jan Tománek          | Citroën C2 S1600     | 3:44:58.4 | +33.9      | 8      |
| 3. (18.) | Urmo Aava            | Kuldar Sikk          | Suzuki Swift S1600   | 3:45:04.4 | +39.9      | 6      |
| 4. (22.) | Jozef Béreš jun.     | Petr Starý           | Renault Clio S1600   | 3:48:03.9 | +3:39.4    | 5      |
| 5. (24.) | Conrad Rautenbach    | David Senior         | Citroën C2 S1600     | 3:49:24.3 | +4:59.8    | 4      |
| 6. (27.) | Jaan Mölder jr.      | Katrin Becker        | Suzuki Swift S1600   | 3:53:24.0 | +8:59.5    | 3      |
| 7. (31.) | Aaron Burkart        | Michael Kölbach      | Citroën C2 S1600     | 3:55:04.1 | +10:39.6   | 2      |
| 8. (33.) | Yoann Bonato         | Benjamin Boulloud    | Citroën C2 R2        | 3:57:03.4 | +12:38.9   | 1      |

## Campeonato
- Clasificación del campeonato tras la celebración del Rally Cataluña:[3]

| Pos | Piloto             | MON | SWE | NOR | MEX | POR | ARG | ITA | GRC | FIN | GER | NZL | ESP | FRA | JPN | IRL | GBR | Pts |
| --- | ------------------ | --- | --- | --- | --- | --- | --- | --- | --- | --- | --- | --- | --- | --- | --- | --- | --- | --- |
| 1   | Marcus Grönholm    | 3   | 1   | 2   | 2   | 4   | 2   | 1   | 1   | 1   | 4   | 1   | 3   |     |     |     |     | 96  |
| 2   | Sébastien Loeb     | 1   | 2   | 14  | 1   | 1   | 1   | Ret | 2   | 3   | 1   | 2   | 1   |     |     |     |     | 90  |
| 3   | Mikko Hirvonen     | 5   | 3   | 1   | 3   | 5   | 3   | 2   | 4   | 2   | 3   | 3   | 4   |     |     |     |     | 74  |
| 4   | Dani Sordo         | 2   | 12  | 25  | 4   | 3   | 6   | 3   | 24  | Ret | Ret | 6   | 2   |     |     |     |     | 39  |
| 5   | Petter Solberg     | 6   | Ret | 4   | Ret | 2   | Ret | 5   | 3   | Ret | 6   | 7   | 6   |     |     |     |     | 34  |
| 6   | Henning Solberg    | 14  | 4   | 3   | 9   | 9   | 5   | 4   | 5   | 5   | 14  | 9   | 10  |     |     |     |     | 28  |
| 7   | Chris Atkinson     | 4   | 8   | 19  | 5   | Ret | 7   | 10  | 6   | 4   | 15  | 4   | 8   |     |     |     |     | 26  |
| 8   | Jari-Matti Latvala | Ret | Ret | 5   | 7   | 8   | 4   | 9   | 12  | Ret | 8   | 5   | 7   |     |     |     |     | 19  |
| 9   | François Duval     |     |     |     |     |     |     |     | Ret |     | 2   |     | 5   |     |     |     |     | 12  |
| 10  | Toni Gardemeister  | 7   | 6   | Ret |     | DSQ |     | 6   |     |     | 7   |     |     |     |     |     |     | 10  |
| 11  | Daniel Carlsson    |     | 5   | 7   |     | 6   |     | Ret |     |     |     |     |     |     |     |     |     | 9   |
| 11  | Manfred Stohl      | 10  | 7   | 12  | 6   | 10  | 8   | 7   | 8   | Ret | Ret | 12  | Ret |     |     |     |     | 9   |
| 13  | Jan Kopecký        | 8   | 10  | 8   |     | 22  |     | Ret | 7   | Ret | 5   |     | Ret |     |     |     |     | 8   |
| 14  | Gigi Galli         |     | 13  | 6   |     | 7   |     |     |     |     |     |     |     |     |     |     |     | 5   |
| 15  | Xavi Pons          | 25  | Ret | 16  |     |     |     |     |     | 6   | 18  | Ret | 9   |     |     |     |     | 3   |
| 15  | Urmo Aava          |     |     | 28  |     | 15  |     | 13  | 14  | 7   | 12  | 8   | 18  |     |     |     |     | 3   |
| 17  | Matthew Wilson     | 12  | Ret | 26  | 8   | 12  | 30  | 12  | 10  | 10  | 9   | 10  | 11  |     |     |     |     | 1   |
| 17  | Juho Hänninen      |     | DSQ | 17  |     |     | 11  | 8   | Ret | Ret |     | 19  | 23  |     |     |     |     | 1   |
| 17  | Mads Østberg       |     | 9   | 37  |     | Ret |     | Ret |     | 8   |     |     |     |     |     |     |     | 1   |